# Риу-дас-Педрас
Риу-дас-Педрас (порт. Rio das Pedras)  —  муниципалитет в Бразилии, входит в штат Сан-Паулу. Составная часть мезорегиона Пирасикаба. Входит в экономико-статистический  микрорегион Пирасикаба. Население составляет 26 739 человек на 2006 год. Занимает площадь 226,939 км². Плотность населения — 117,8 чел./км².

## История
Город основан 10 июля 1894 года.

## Статистика
- Валовой внутренний продукт на 2003 составляет 361.666.780,00 реалов (данные: Бразильский институт географии и статистики).
- Валовой внутренний продукт на душу населения на 2003 составляет 14.322,87 реалов (данные: Бразильский институт географии и статистики).
- Индекс развития человеческого потенциала на 2000 составляет 0,791 (данные: Программа развития ООН).